# Koninkrijk Hongarije (1920-1946)
Het koninkrijk Hongarije was een de jure koninkrijk onder regent Miklós Horthy. Pogingen van de oude koning Karel IV van Hongarije om terug te keren naar de troon werden voorkomen door buurlanden die met oorlog dreigden. Het koninkrijk was een van de asmogendheden tijdens de Tweede Wereldoorlog totdat het werd opgeheven in 1944 door nazi-Duitsland en vervangen werd door een marionettenstaat.

## Regering

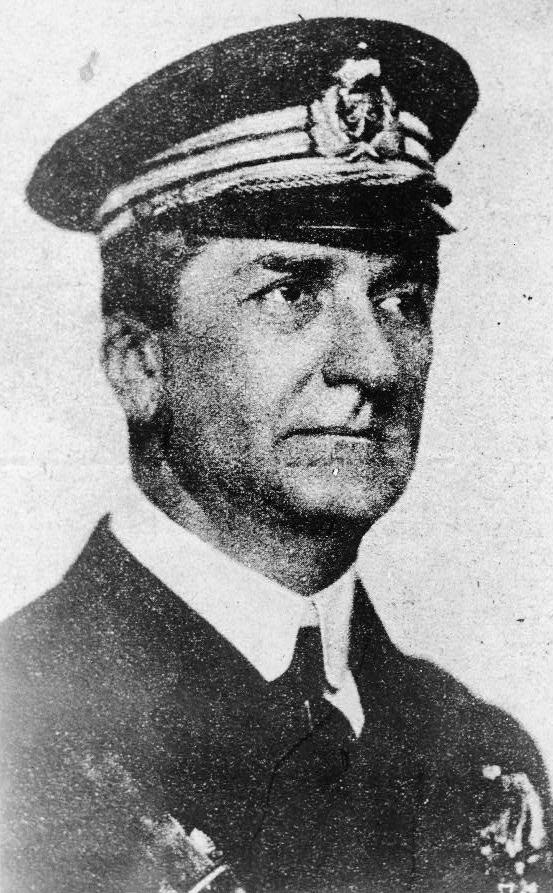
Miklós Horthy, regent van Hongarije

In de eerste tien jaar van het koninkrijk na het opheffen van de radenrepubliek werden de etnische minderheden onderdrukt. Het aantal Joden dat naar de universiteit mocht gaan werd beperkt. István Bethlen werd eerste minister en hij manipuleerde de verkiezingen in plattelandsgebieden zodat hij telkens opnieuw verkiezingen won. Hij drong ook aan op een herziening van het Verdrag van Trianon. Nadat de economie tussen 1929 en 1931 in elkaar stortte, moest hij ontslag nemen.
De sociale voorzieningen in het koninkrijk verbeterden niet, een klein gedeelte van de bevolking controleerde de welvaart. Joden werden herhaaldelijk verzocht zich aan te passen aan de Hongaarse cultuur.
Regent Horthy werd door deze malaise gedwongen de extreemrechtse politicus Gyula Gömbös te aanvaarden als eerste minister, wel op voorwaarde dat hij het bestaande politieke systeem zou behouden. Gömbös aanvaardde dit en liet zijn antisemitisme vallen en liet enkele Joden toe tot de regering.
Eens aan de macht maakte hij van Hongarije een regering bestaande uit één partij zoals fascistisch Italië en nazi-Duitsland. Deze laatste zette Gömbös onder druk waardoor hierna er wel antisemitische Jodenwetten kwamen. In het begin mochten er slechts 20% Joden een bepaald beroep uitoefenen en later werden zij de zondebok voor de falende economie van het land en gedeporteerd naar concentratiekampen.
In 1944 ontsloeg Horthy de laatste fascistische premier en vestigde een antifascistisch regime om zich zo bij de geallieerden te voegen en zijn land (én zichzelf) te behoeden voor een bezetting van de Sovjet-Unie. Kort hierna viel Duitsland daarom Hongarije binnen en zette Horthy af. Er werd een marionettenstaat opgezet, geleid door Ferenc Szálasi.

## Economie
Na het Verdrag van Trianon verloor Hongarije grondgebied en hierdoor ook agrarische en industriële gebieden waardoor het land afhankelijk werd van de export van wat overgebleven was.
De situatie verslechterde na de beurscrash van 1929 toen de graanprijs kelderde. Werkgelegenheid en lonen daalden dramatisch en naarmate de levensstandaarde naar beneden tuimelde, schoot de werkloosheid zienderogen de hoogte in.
Van midden jaren dertig tot de jaren begin veertig verbeterde de relatie met Duitsland waardoor de economie van het land heropleefde.

## Verdrag van Trianon
In 1920 tekende Regent Horthy het Verdrag van Trianon om verder conflicten te vermijden. Het grondgebied ten tijde van Oostenrijk-Hongarije werd verkleind: Transsylvanië werd door Roemenië ingelijfd; Slowakije werd een deel van Tsjechoslowakije; Kroatië, Slavonië en Vojvodina gingen naar het koninkrijk van Serven, Kroaten en Slovenen.
Naarmate het aantal extreemrechtse eerste ministers elkaar opvolgden begon Hongarije zich te verzetten tegen het Verdrag van Trianon en het land ontwikkelde banden met nazi-Duitsland en Fascistisch Italië. Nog voor de Tweede Wereldoorlog profiteerde het land van de goede banden met Duitsland en mocht de oude gebieden van Slowakije annexeren en ook Karpato-Roethenië van Tsjechoslowakije. Deze overeenkomst was de Eerste Scheidsrechterlijke Uitspraak van Wenen

## Tweede Wereldoorlog
In 1940 voegde het koninkrijk zich bij de asmogendheden en eiste de concessie van het Roemeense Transsylvanië. De Duitse leider Adolf Hitler hielp Hongarije om grote delen van Transsylvanië in te lijven zonder een oorlog met Roemenië te beginnen. Hitler eiste wel dat de Hongaarse regering de Duitse militaire en raciale agenda zou volgen om politieke conflicten te vermijden in de toekomst. 
Hongarije sloot zich aan bij Duitsland en Italië voor de invasie van Joegoslavië in 1941. Hongarije annexeerde hierbij een groot deel van Vojvodina. De ambitie om ook Kroatië te annexeren werd een halt toegeroepen met de uitroeping van de Onafhankelijke Staat Kroatië en de samenspanning van Duitsland met Roemenië tegen de Sovjet-Unie. Omdat de Hongaren vreesden voor Duitse steun aan de Roemenen stuurden de Hongaren soldaten om de Duitsers te helpen in hun campagne tegen de Sovjet-Unie. Dit kostte het Hongaarse leger aanzienlijke verliezen door hun deelname aan de Slag om Stalingrad.
Het antisemitisme bestond al in de Hongaarse politiek en de regering hielp nazi-Duitsland met de concentratie van de Joden in het kamp Kistarcsa bij Boedapest, maar verzette zich tegen hun deportatie naar de concentratiekampen tijdens de Duitse Holocaust.
In 1944 liep Hongarije over van de asmogendheden naar de geallieerden om Sovjetbezetting te vermijden. Duitsland reageerde hierop door onmiddellijk op 19 maart Hongarije te bezetten en er een marionettenstaat van te maken, die in 1946 omgevormd werd tot een socialistische republiek.